# Darrell Larson
Darrell Ray Larson (Sacramento, 13 dicembre 1950) è un attore statunitense.

## Biografia
Ha interpretato ruoli in film come The Student Nurses (1970), Vedovo aitante, bisognoso affetto offresi anche babysitter (1971), I magnifici sette cavalcano ancora (1972), Futureworld - 2000 anni nel futuro (1976) e Lui è mio (1982). 
Ha avuto un ruolo di primo piano nel film L'assassinio di Mike (1984), è apparso nella commedia d'azione Il giallo del bidone giallo (1990), e ha avuto una piccola parte nel film La prossima vittima (1996). Le sue apparizioni televisive comprendono telefilm quali Matlock, Quattro donne in carriera, Avvocati a Los Angeles, Morningstar/Eveningstar e Un detective in corsia. È anche apparso in Law & Order - Unità vittime speciali.

## Filmografia parziale

### Cinema
- The Student Nurses, regia di Stephanie Rothman (1970)
- Vedovo aitante, bisognoso affetto offresi anche babysitter (Kotch), regia di Jack Lemmon (1971)
- I magnifici sette cavalcano ancora (The Magnificent Seven Ride!), regia di George McCowan (1972)
- Futureworld - 2000 anni nel futuro (Futureworld), regia di Richard T. Heffron (1976)
- Sindrome cinese (The China Syndrome), regia di James Bridges (1979)
- Ormai non c'è più scampo (When Time Ran Out), regia di James Goldstone (1980)
- Lui è mio (Partners), regia di James Burrows (1982)
- Android - Molto più che umano (Android), regia di Aaron Lipstadt (1982)
- Frances, regia di Graeme Clifford (1982)
- Niki (Six Weeks), regia di Tony Bill (1982)
- Brainstorm - Generazione elettronica (Brainstorm), regia di Douglas Trumbull (1983)
- L'assassinio di Mike (Mike's Murder), regia di James Bridges (1984)
- I cavalieri del futuro (City Limits), regia di Aaron Lipstadt (1985)
- Due volte nella vita (Twice in a Lifetime), regia di Bud Yorkin (1985)
- Il giallo del bidone giallo (Men at Work), regia di Emilio Estevez (1990)
- Eroe per caso (Hero), regia di Stephen Frears (1992)
- La prossima vittima (Eye for an Eye), regia di John Schlesinger (1996)
- Il profumo di un giorno d'estate (Shadrach), regia di Susanna Styron (1998)
- Nemiche amiche (Stepmom), regia di Chris Columbus (1998)
- The Manchurian Candidate, regia di Jonathan Demme (2004)
- Off the Black - Gioco forzato (Off the Black), regia di James Ponsoldt (2006)
- Rachel sta per sposarsi (Rachel Getting Married), regia di Jonathan Demme (2008)
- 13 - Se perdi... muori (13), regia di Géla Babluani (2010)

### Televisione
- Dan August – serie TV, un episodio (1970)
- Room 222 – serie TV, un episodio (1970)
- Bonanza – serie TV, un episodio (1970)
- Marcus Welby (Marcus Welby, M.D.) – serie TV, 3 episodi (1970-1973)
- The Bill Cosby Show – serie TV, un episodio (1971)
- Difesa a oltranza (Owen Marshall, Counselor at Law) – serie TV, un episodio (1971)
- Mistero in galleria (Night Gallery) – serie TV, un episodio (1972)
- Detective anni trenta (Banyon) – serie TV, un episodio (1972)
- Gunsmoke – serie TV, un episodio (1972)
- Cannon – serie TV, un episodio (1974)
- Petrocelli – serie TV, un episodio (1976)
- Un trio inseparabile (Westside Medical) – serie TV, 3 episodi (1977)
- Kingston - Dossier paura (Kingston: Confidential) – serie TV, un episodio (1977)
- Giorno per giorno (One Day at a Time) – serie TV, un episodio (1977)
- La famiglia Bradford (Eight Is Enough) – serie TV, 3 episodi (1977-1981)
- La squadriglia delle pecore nere (Baa Baa Black Sheep) – serie TV, un episodio (1978)
- Law & Order - I due volti della giustizia (Law & Order) – serie TV, 3 episodi (1993-2004)
- Lazarus Man (The Lazarus Man) – serie TV, un episodio (1996)
- Law & Order - Unità vittime speciali (Law & Order: Special Victims Unit) – serie TV, un episodio (2010)

## Doppiatori italiani
Nelle versioni in italiano delle opere in cui ha recitato, Darrell Larson è stato doppiato da:
- Roberto Chevalier in Futureworld - 2000 anni nel futuro, Lazarus Man
- Roberto Del Giudice in L'ultima difesa
- Massimo Giuliani ne Il giallo del bidone giallo
- Mauro Gravina in La famiglia Bradford (ep. 3x13)
- Massimo Rinaldi in La famiglia Bradford (ep. 5x21)
- Edoardo Nevola in La prossima vittima
- Saverio Moriones in Law & Order - I due volti della giustizia (ep. 3x12)
- Edoardo Nordio in Law & Order - I due volti della giustizia (ep. 7x04)
- Enrico Pallini in Law & Order - Unità vittime speciali
- Guido Sagliocca in Off The Black - Gioco forzato